# Yeongeunmun
Yeongeunmun was een poort naar de stad Seoel in het huidige Zuid-Korea. De naam betekent letterlijk 'Verwelkoming van liefdadigheid poort'. Deze poort werd in 1407 gebouwd om een Chinese delegatie te verwelkomen. In 1536 werd de poort opnieuw gebouwd. Het was traditioneel een plek waar de Koreaanse koning delegaties uit China begroete in de tijd dat Korea een vazalstaat van China was.
Toen Korea in 1895 onafhankelijkheid verkreeg, werd de poort verwoest als teken van bevrijding. De poort werd in 1898 vervangen door de Onafhankelijkheids poort (Donkrimmun, 독립문). Tegenwoordig staan alleen de twee pilaren van de oude poort nog overeind, aan de voorkant van de nieuwe poort.